# Le Pin (Sena y Marne)
 Le Pin  es una población y comuna francesa, en la región de Isla de Francia, departamento de Sena y Marne, en el distrito de Torcy y cantón de Claye-Souilly.

## Demografía
| 377 | 429 | 440 | 383 | 377 | 434 | 388 | 403 | 418 | 453 | 502 | 412 | 404 | 415 | 435 | 402 | 411 | 414 | 423 | 409 | 422 | 463 | 510 | 497 | 409 | 506 | 613 | 628 | 609 | 770 | 952 | 1 067 | 1 187 |
| Para los censos de 1962 a 1999 la población legal corresponde a la población sin duplicidades (Fuente: INSEE [Consultar]) |     |     |     |     |     |     |     |     |     |     |     |     |     |     |     |     |     |     |     |     |     |     |     |     |     |     |     |     |     |     |       |       |